# Macon Blaze
I Macon Blaze sono stati una franchigia di pallacanestro della WBA, con sede a Macon, in Georgia, attivi dal 2004 al 2005.
Disputarono le stagioni WBA 2004 e 2005, terminandole con un record di 5-14 e 12-12. In entrambe le circostanze persero al primo turno dei play-off con i Kentucky Reach.

## Stagioni
| Stagione | Lega | Denominazione | V  | P  | %    | Piazzamento | Play-off    |
| -------- | ---- | ------------- | -- | -- | ---- | ----------- | ----------- |
| 2004     | WBA  | Macon Blaze   | 5  | 14 | 26,3 | 7º          | Primo turno |
| 2005     | WBA  | Macon Blaze   | 12 | 12 | 50,0 | 2º          | Primo turno |